# Bizánci Leóntiosz
Bizánci Leóntiosz (485–543?) ókeresztény író, teológus.
A 6. század első felének egyik legkiemelkedőbb teológusa volt. Valószínűleg Konstantinápolyban született és Palesztinában lett szerzetessé. Saját állítása szerint korai éveiben a nesztoriánusok közösségéhez tartozott. Minden bizonnyal részt vett az órigenészi vitákban is. Jól ismerte az arisztotelészi logikát és az újplatonista tanokat. Sikerrel küzdött a monofizitizmus ellen is, írásaiban a khalkedóni dogma védelmezője volt.
Gyakran keverték össze őt más, Leóntiosz nevű írókkal, így bizonytalan, hogy mely, Leóntiosz nevet viselő művek tartoznak valójában hozzá. 543–544-ben írhatta Libri III adversus Nestorianus et Eutychianos (’Az eutükhiánusok és a nesztoriánusok ellen’) című munkáját. Ebben cáfolta I. Justinianus ediktumát, amelyben a császár elítélt egyes órigenista tételeket. Bemutatta Nesztoriosz és Eutükhész tanítását, és bebizonyította, hogy a két ellentétes tan egyformán hamis feltevésekre épül. A mű további részeiben egy ortodox khalkedoniánus teológus és egy szélsőséges monofizita vitáját írja le, majd a nesztoriánusok tévedéseit cáfolja. Elsősorban azokkal a tételekkel foglalkozott, amelyeket Mopszuesztiai Theodórosznak tulajdonított. A munkát segítségül szánta barátjának, Theodórosz Aszkidasznak a szélsőséges monofiziták és Mopszvesztiai Theodórosz ellen. Az iratot viszonylag hamar készíthette el, mivel Justinianus ediktuma 543 februárjában már ismert volt. Ezen írásának csak latin fordítása maradt fenn. Később kiegészítéseket fűzött a könyvhöz Epilüszisz címmel, melyben a munkáját ért támadások ellen védekezett.
Két írásában a monofizita érvek cáfolatával foglalkozott, a Solutio argumentorum Severi (’Szeverosz ellen’) és a Triginta capita adversus Severum (’Harminc fejezet Szeverosz ellen’) című munkáiban. Nem bizonyított, hogy az ő írása az Adversus fraudes apollinaristarum (’Az apollinaristák hazugságai ellen’) című irat.
A monofiziták tanításai szerint a természet csakis saját valóságában létezhet, következésképp ha Krisztusban két természetet kell feltételezni, akkor azzal két személyt is feltételezni kell. Mivel ez nyilvánvalóan lehetetlenség, ezért Krisztusnak csupán egyetlen természete lehet. Leóntiosz ezzel szemben azt bizonyította, hogy Krisztusban lehetett két természet, Krisztus emberi természete szerinte önmagában véve nem önálló valóság, még akkor sem, ha egyedi, individuális, mert az önálló valóság fogalma az egyediségen túl, az önálló létezést is megköveteli.